# Вітанюв
Вітанюв (пол. Witaniów) — село в Польщі, у гміні Ленчна Ленчинського повіту Люблінського воєводства.
Населення — 306 осіб (2011).

## Демографія
Демографічна структура станом на 31 березня 2011 року:
|          | Загалом | Допрацездатний вік | Працездатний вік | Постпрацездатний вік |
| -------- | ------- | ------------------ | ---------------- | -------------------- |
| Чоловіки | 137     | 19                 | 102              | 16                   |
| Жінки    | 169     | 32                 | 99               | 38                   |
| Разом    | 306     | 51                 | 201              | 54                   |